# Медаль «В память 13 марта 1938 года»

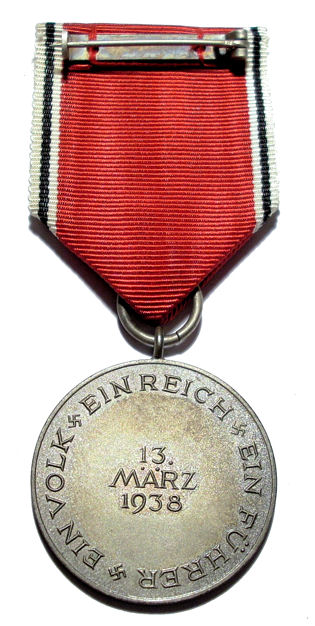
Реверс медали

Медаль «В память 13 марта 1938 года» — медаль Третьего рейха в честь аншлюса.

## История
Учреждена 1 мая 1938 года в честь вхождения территории Австрии — страны с немецкоговорящим населением, родины Адольфа Гитлера — в состав германского Третьего рейха.
Награждение производилось до 13 декабря 1940 года (вручено 318 689 медалей).

Медаль (или планка с лентой медали) носилась на левой стороне груди.

## Описание
Дизайн медали разработал профессор искусств Рихард Кляйн. Существовало два варианта:

### Вариант 1
Медаль в форме круга диаметром 33 мм из бронзированной меди с выступающим бортиком по краю.
На аверсе медали — рельефное изображение левого профиля головы Адольфа Гитлера, обрамлённое по кругу разделёнными свастиками словами девиза страны: нем. EIN VOLK 卐 EIN REICH 卐 EIN FÜHRER — «один народ, одно государство, один вождь».
На реверсе медали — расположенное в центре изображение государственного герба и дата: нем. 13. MÄRZ 1938 — «13 марта 1938 года».
Медаль при помощи ушка и металлического кольца прикреплена к муаровой ленте с полосами чёрного, тёмно-красного и чёрного цветов с узкими (шириной 1 мм) полосами белого цвета по краям.
Первоначальный вариант был отвергнут (данных о вручении таких медалей не имеется), лента использована для учреждённой в 1938 году медали за присоединение Судетской области.

### Вариант 2
Медаль в форме круга диаметром 33 мм из посеребрённой меди с выступающим бортиком по краю.

На аверсе медали — рельефное аллегорическое изображение, символизирующая присоединение Австрии к Германии: стоящий на пьедестале с гербом Третьего рейха человек, опирающийся на древко знамени со свастикой (Германия), помогает человеку, стремящемуся к этому знамени (Австрии), взойти на пьедестал.

На реверсе медали — расположенная в центре дата нем. 13. MÄRZ 1938 — «13 марта 1938 года», обрамлённая по кругу разделёнными свастиками словами: нем. EIN VOLK 卐 EIN REICH 卐 EIN FÜHRER — «один народ, одно государство, один вождь».

Медаль при помощи ушка и металлического кольца прикреплена к муаровой ленте красного цвета с узкими (шириной 1 мм) полосами белого, чёрного и белого цветов по краям.
Данный вариант дизайна аверса, имевший более высокую художественную ценность, впоследствии использовался в медалях «В память 1 октября 1938 года» и «В память 22 марта 1939 года», отличавшихся лишь материалом изготовления и цветом лент.